# Тарло, Кароль
Кароль Тарло (1639—1702) — государственный деятель Речи Посполитой, воевода люблинский (1685—1689), подканцлер коронный (1689—1702), староста стежицкий.

## Биография
Представитель польского шляхетского рода Тарло герба «Топор». Старший сын воеводы люблинского Петра Александра Тарло (? — 1649) от второго брака с Ядвигой Лянцкоронской (ум. после 1667). Братья — Николай, Ян Александр, Александр, Станислав и Зигмунд.
В 1685 году Кароль Тарло получил должность воеводы люблинского, а в 1689 году был назначен подканцлером коронным. В 1697 году поддержал избрание саксонского курфюрста Августа Сильного на польский королевский престол.
Перед 1674 годом женился на Софии Пшоняк, от брака с которой имел сына и трех дочерей:
- Адам Пётр Тарло (? — 1719), стольник коронный (1703), воевода люблинский (1706), староста люблинский, янувский и стежицкий
- Ядвига Тарло (ум. после 1705), жена с 1688 года каштеляна радомского Яна Казимира Лянцкоронского (ус. 1698)
- Дорота Тарло (ум. 1756), 1-й муж — воевода мазовецкий и гетман польный коронный Станислав Хоментовский (1673—1728), 2-й муж воевода люблинский Адам Тарло (1713—1744)
- Тереза Магдалена Тарло (ум. 1700), 1-й муж с 1691 года подстолий коронный Александр Пшиемский (ок. 1650—1694), 2-й муж воевода краковский Франтишек Велёпольский (ум. 1732).